# Muchos hijos, un mono y un castillo
Muchos hijos, un mono y un castillo è un film spagnolo del 2017 prodotto e diretto da Gustavo Salmerón. e che ha come protagonista sua madre, Julita Salmerón. Ha vinto, tra gli altri, il Premio Goya per il miglior documentario del 2017.

## Trama
L'attore spagnolo Gustavo Salmerón si mette dietro alla telecamera per filmare i comportamenti eccentrici di sua madre Julita, che aveva tre sogni: di avere molti figli, di possedere una scimmia e di vivere in un castello.

## Riconoscimenti
Il documentario ha vinto i seguenti premi:
- 2017 - Miglior documentario lungometraggio - Festival internazionale del cinema di Karlovy Vary.[4]
- 2017 - Menzione speciale della giuria - Camden International Film Festival.
- 2017 - Migliore documentario - Hamptons International Film Festival.
- 2018 - Migliore documentario - Cinema Eye Honors Spotlight Award.
- 2018 -  Premio Ha nacido una estrella - Días de Cine RTVE.
- 2018 - Migliore documentario - Premios José María Forqué[5].
- 2018 - Migliore documentario - Cinema Writers Circle Awards.[6]
- 2018 - Migliore documentario - Premio Goya (per i film del 2017).[7]
- 2018 - Migliore documentario - Premios Platino.[8]
- 2018 - Menzione speciale della giuria - Luxemburg City Film Festival.
- 2018 - Premio del publico  - Certamen Pantalla Abierta a los nuevos realizadores del Festival de Cine de Alcalá de Henares.

## Accoglienza e giudizi della critica
Il documentario ha ottenuto incassi per 504.533,18 Euro con 83.410 spettatori; ha inoltre ricevuto recensioni positive da vari critici cinematografici, tra le quali:
Il giornale El País pubblicò le seguente valutazioni:
(Gregorio Belinchón)
(Carlos Boyero)
El Periódico de Catalunya espresse il giudizio seguente:
(Quim Casas)